# Bük
Bük é uma cidade da Hungria, situada no condado de Vas. Tem 20,86 km² de área e sua população em 2019 foi estimada em 3.544 habitantes.